# Karl Jenne
Karl Jenne (ur. 13 października 1879 w Blödesheim, zm. 26 czerwca 1911 w Tatrach) – niemiecki taternik z Frankfurtu nad Menem.
Karl Jenne był z zawodu chemikiem, pracował w Zabrzu. Zginął wraz z Ludwigiem Koziczinskim podczas wspinaczki lewą częścią północnej ściany Rohacza Ostrego. Prowadzący Karl Jenne odpadł wówczas od ściany i pociągnął za sobą swojego towarzysza Koziczinskiego, obaj taternicy zginęli na miejscu. Zwłoki obydwu wspinaczy po kilku dniach zostały zniesione z gór przez ratowników TOPR pod kierownictwem Mariusza Zaruskiego i pochowane na cmentarzu w niedalekim Zubercu. Granitowe pomniki na ich grobach zostały wzniesione staraniem Towarzystwa Tatrzańskiego.